# رباط ملک

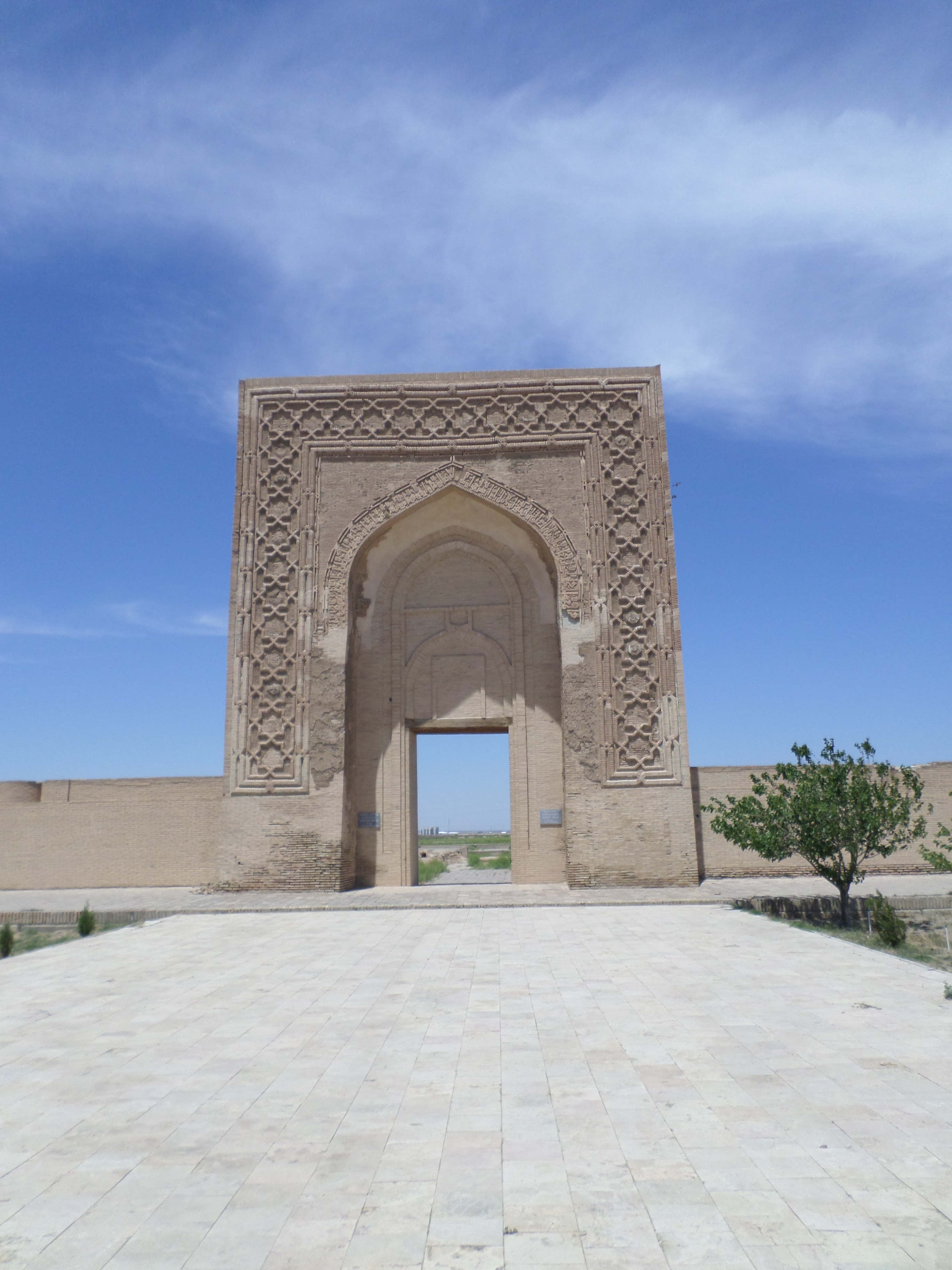
دروازه رباط ملک

رباط ملک خرابه‌های کاروانسرایی است که در جاده سمرقند به بخارا در حدود یک کیلومتری غرب حاشیه ملک، استان نوایی ازبکستان واقع شده‌است. این بنا به دستور شمس‌الملک نصر قراخانی پسر تمگچخان ابراهیم که از سال ۱۰۶۸ تا ۱۰۸۰ در سمرقند حکومت می‌کرد، در امتداد جاده ابریشم ساخته شد.

## توصیف

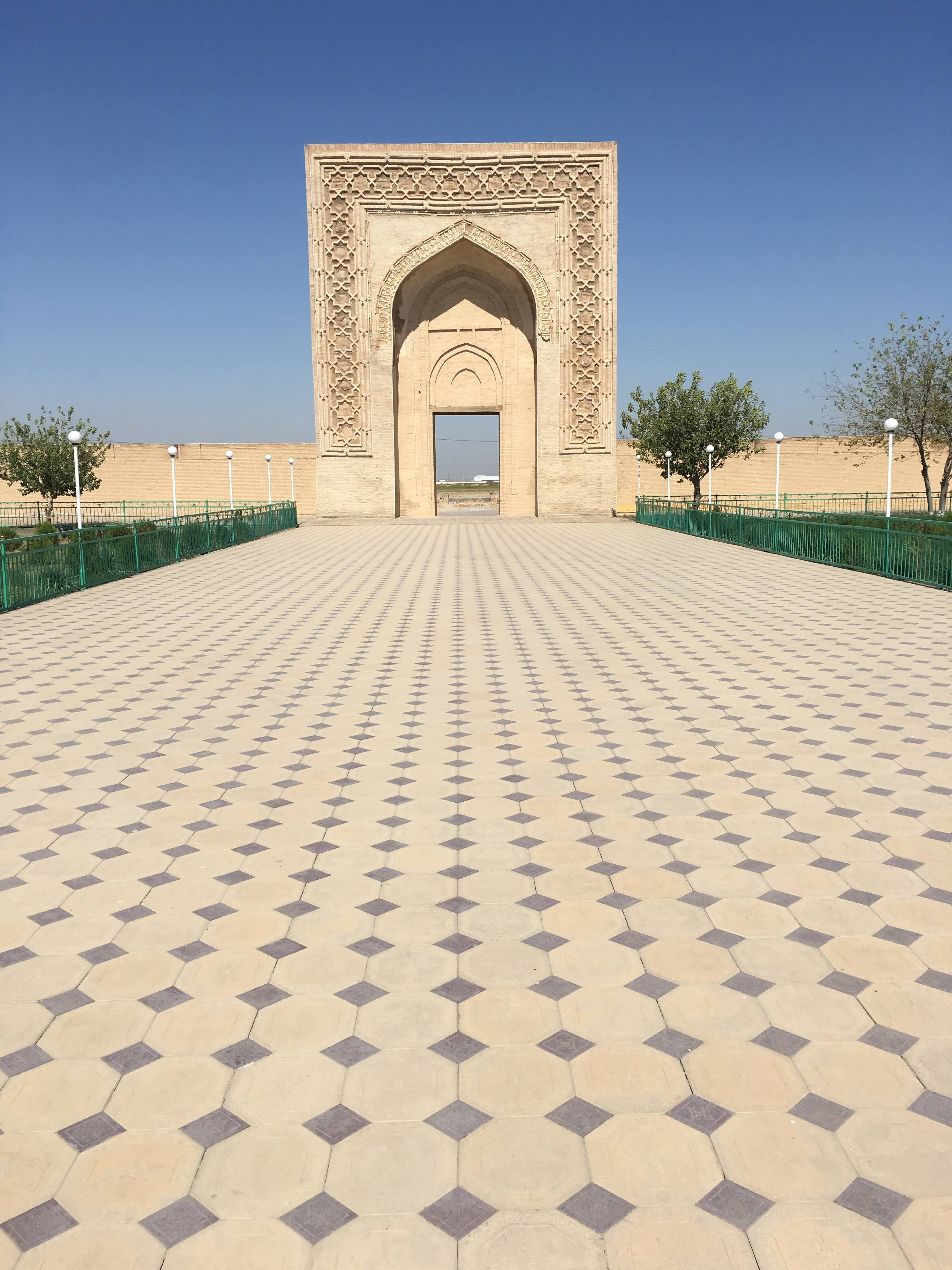
رباط ملک، نوایی، ازبکستان

سردر کاروانسرا - که یکی از کهن‌ترین دروازه‌های آسیای میانه است - به صورت یک پشتک با طاق‌بند وسط طاقچه که دری مستطیل شکل در آن قرار دارد، است. طاق با یک قاب П شکل به پایان می‌رسد که از تراکونای حکاکی‌شده به شکل هشت ستاره نهایی متصل به یکدیگر، با نوارهای در هم تنیده محدود شده‌است. این حلقه با کتیبه‌های عربی تزئین شده‌است. بر روی سقف دروازه، در زیر لایه‌های گچ مرمتی، بقایای گچ‌کاری‌های باستانی شخصیت‌های رویشی ردیابی شده‌است.
دروازه و تمامی کاروانسرا از خشت‌هایی به ابعاد ۲۵×۲۵×۴ سانتی‌متر ساخته شده‌است. ارتفاع دیوارهای اطراف از ۰٫۴ تا ۰٫۷ متر متغیر است. مساحت کاروانسرا ۸۲۷۷ متر مربع است.

## پیشینه
رباط ملک در تاریخ معماری ایران جایگاه ویژه‌ای دارد. این به دلیل برخورد چشمگیر نما از ستون‌های استوانه‌ای زینتی تعبیه‌شده بر روی دیوارهای کنار دروازه ورودی اصلی است. نیم‌ستون‌های آجری بزرگ در بالا با طاق‌هایی به هم متصل می‌شوند که تزئینی نادر است که در دیوارهای کناری کاخ آپادانای تخت جمشید و بناهای تاریخی اشکانی و ساسانی مانند فیروزآباد یافت می‌شود. تنها بنای دیگر دوره اسلامی که دارای چنین نمایی است، مناره جرکورگان در استان سرخان‌دریا می‌باشد.
متأسفانه به جز دروازه ورودی که به شدت آسیب دیده بود، زلزله سال ۱۹۶۸ آنچه از بقیه رباط باقی مانده بود را، از جمله دیوارهای کناری برجسته با تزئینات نیمه‌ستونی، به کلی ویران کرد. خوشبختانه عکس‌هایی با جزئیات از دیوارهای کناری قدیمی برای ثبت این ساختمان برجسته و کمک به بازسازی دقیق در آینده در دسترس است.

## وضعیت میراث جهانی
این محوطه در ۱۸ ژانویه ۲۰۰۸ در رده فرهنگی به فهرست موقت میراث جهانی یونسکو اضافه شد.